# Six Filles et un garçon
Pour plus de détails, voir Fiche technique et Distribution.
Six Filles et un garçon (Bachelor of Hearts) est une comédie sentimentale britannique réalisée par Wolf Rilla et sortie en 1958.
Le film met en vedette un jeune allemand incarné par Hardy Kruger qui vient étudier à l'Université de Cambridge en Angleterre. Le film a été réalisé pour capitaliser sur la popularité de Krüger après le succès du film de guerre L'Évadé du camp 1 (1957). Il combine des éléments de Vive les étudiants et de Toubib or not Toubib.

## Fiche technique
- Titre français : Six Filles et un garçon ou Bachelier des cœurs[4]
- Titre original britannique : Bachelor of Hearts ou Light Blue ou The Freshman ou Cambridge Blue
- Réalisateur : Wolf Rilla
- Scénario : Leslie Bricusse, Frederic Raphael
- Photographie : Geoffrey Unsworth
- Montage : Eric Boyd-Perkins
- Musique : Hubert Clifford
- Production : Vivian Cox, Leslie Parkyn, Julian Wintle
- Société de production : Independent Artists
- Pays de production :  Royaume-Uni
- Langue originale : anglais
- Format : Couleur par Eastmancolor - 1,85:1 - Son mono - 35 mm
- Durée : 94 minutes (1 h 34)
- Genre : Comédie sentimentale/
- Dates de sortie :
  - Royaume-Uni : 16 décembre 1958 (Londres)

## Distribution
- Hardy Krüger : Wolf Hauser
- Sylvia Syms : Ann Wainwright
- Ronald Lewis (en) : Hugo Foster
- Eric Barker : Aubrey Murdock
- Miles Malleson : Dr Butson
- Newton Blick : Morgan
- Jeremy Burnham : Adrian Baskerville
- Charles Kay : Tom Clark
- Barbara Steele : Fiona